# La donna è mobile
La donna è mobile (дословно с итальянского языка «Женщина непостоянна», в самом известном русском переводе — «Сердце красавиц склонно к измене») — ария («песенка», канцона) герцога Мантуанского из оперы Джузеппе Верди «Риголетто» (1851) на либретто Франческо Марии Пьяве. Ирония заключается в том, что на женское непостоянство сетует герцог, неразборчивый и неверный дамский поклонник (в русском переводе это подчёркнуто словами «но изменяю первым им я»), соблазнитель Джильды, дочери заглавного героя Риголетто. В финале последнего акта герцог снова напевает эту арию — она доносится из таверны, и это знаменует трагическую кульминацию: Риголетто, слыша его голос, понимает, что Спарафучиле не покончил с развратником, и обнаруживает, что жертвой наёмного убийцы пала Джильда.
Одна из самых знаменитых арий для теноров в мире. Широкую известность получило исполнение «Сердца красавиц» Энрико Карузо, Беньямино Джильи, Юсси Бьерлинга, Аурелиано Пертиле, Джакомо Лаури-Вольпи, Марио Ланца, Джузеппе ди Стефано, Николая Гедды, Марио дель Монако, Франко Корелли, Хосе Каррераса, Пласидо Доминго, Лучано Паваротти, Леонида Собинова, Сергея Лемешева, Ивана Козловского, Хуана Диего Флореса и многих других.
Русский вольный перевод «Сердце красавиц склонно к измене» (иногда второе слово цитируется как «красавицы») принадлежит либреттисту Петру Калашникову и впервые прозвучал в постановке «Риголетто» 6 ноября 1878 г.

La donna è mobile. Мелодия, сопровождающая эти слова в арии Риголетто [sic], — та же самая, которой начинается вторая тема 1-й части одной сонаты Моцарта. Не познакомившись с моцартовской сонатой, испытываешь убеждение, что иного продолжения этой мелодии, как те мелодические «предложения», какие сопровождают qual pium' al vento, затем — muta da sento [sic]… и т. д., быть не может. Вердиевские фигурации всё одной и той же темы воспринимаются, в их последовательности, как с какой-то логической необходимостью существующее целое. У Моцарта это же «предложение» взято именно как таковое, как «теза», которой в следующих тактах противопоставлена «антитеза»; в дальнейшем теза и антитеза развиваются в обширные «периоды» — и опять-таки: всё это звучит как одна фраза, построенная с такой же внутренней необходимостью. Объяснить эту необходимость, открыть законы этой своеобразной индивидуальной логики, — это и значит понять метафизический характер Моцарта и Верди.— П. М. Бицилли
Песенка герцога неоднократно цитировалась и цитируется в литературе, театре, кино.